# Juan Soto (Fußballspieler, 1937)
Juan Rodolfo Soto Mura (* 27. April 1937 in Santiago de Chile; † 11. Dezember 2014 ebenda) war ein chilenischer Fußballspieler und -trainer. Der Stürmer wurde mit dem CSD Colo-Colo 1960 chilenischer Meister und Soto bekam die Auszeichnung Fußballer des Jahres in Chile. Mit der Nationalmannschaft nahm der auch unter dem Spitznamen Niño Gol bekannte Soto am Campeonato Sudamericano 1959 teil.

## Verein
Juan Soto debütierte 1957 in der Primera División gegen den CD Magallanes. In seinem ersten Einsatz erzielte er direkt einen Treffer, weshalb er zu dem Spitznamen Niño Gol (dt. "Torkind") kam. Mit Colo-Colo wurde er 1958 Pokalsieger, 1960 Meister und im selben Jahr zum Fußballer des Jahres in Chile gewählt. Er spielte von 1963 bis 1967 bei den Rangers de Talca, 1968 bei Audax Italiano und kehrte 1969 für eine Saison zu Colo-Colo zurück. Seine Karriere beendete Soto bei San Antonio Unido.

## Nationalmannschaft
Juan Soto debütierte im Oktober 1957 für Chile bei der 0:4-Niederlage gegen Argentinien im Qualifikationsspiel zur Fußball-Weltmeisterschaft 1958. Danach spielte er beim Campeonato Sudamericano 1959, wo er beim 5:2-Sieg gegen Bolivien einen Doppelpack erzielte. Nach dem Turnier kamen weitere Freundschaftsspiele und -turniere hinzu. Sein letztes Länderspiel absolvierte Soto im Mai 1961 gegen Brasilien. Insgesamt kommt Niño Gol auf 17 offizielle Länderspiele, bei denen er sechs Tore erzielte.

## Trainer
Juan Soto trainierte in der Segunda División 1981 Deportes La Serena und 1983 Provincial Osorno. Zwischen diesen Stationen coachte er die Stadtauswahl von Puerto Montt beim Campeonato Nacional Amateur. 1985 leitete Soto die U-20 Chiles bei der Südamerikameisterschaft, allerdings schied Chile als Gruppenvierter in der Vorrunde aus. Später trainierte Soto lokale Teams an seinem Wohnort Punta Arenas. Am 11. Dezember 2014 verstarb Soto im Krankenhaus Clínica Vespucio von Santiago de Chile nach zwei Infarkten.

## Erfolge
Colo-Colo
- Chilenischer Meister: 1960
- Chilenischer Pokalsieger: 1958

San Antonio Unido
- Meister der Segunda División: 1970-A